# Москальова Людмила Юріївна
Москальова Людмила Юріївна (нар. 8 березня 1987, Мурманськ)  — український, російський педагог, доктор педагогічних наук (2011), професор (2014), проректор з наукової роботи в Мелітопольському державному педагогічному університеті імені Богдана Хмельницького.

## Біографія
Москальова Людмила Юріївна народилась 8 березня в 1978 році, м. Мурманськ. 
Працює в університеті з 1995 року. Трудову діяльність вона розпочала з посади концертмейстера вищої категорії, пройшовши шлях до доктора педагогічних наук, професора, завідувача кафедри та проректора з наукової роботи, яку обіймає з лютого 2017 року і по теперішній час. За час роботи в Мелітопольському державному педагогічному університеті імені Богдана Хмельницького проявила себе як висококваліфікований викладач, талановитий науковець, умілий і досвідчений керівниик, активний учасник суспільного життя університету.
Людмила Юріївна є автором понад 100 наукових публікацій, серед яких — 9 зарубіжні статті, 13 — свідоцтва про авторські права, 10 — навчальні програми з грифом Міністерства освіти і науки України, 8 — методичні рекомендації, 6 — навчальні посібники, які активно використовуються у навчальному процесі вищого навчального закладу.
Москальова Людмила Юріївна є членом редакційної колегії спеціалізованого фахового наукового вісника МДПУ імені Богдана Хмельницького («Педагогічні науки»).
У рамках відкритої науково-дослідної лабораторії духовно-морального виховання НДІ духовного розвитку людини СНУ ім. В. Даля Людмила Юріївна займається підготовкою кадрів вищої кваліфікації — нею ініційовано відкриття аспірантури у МДПУ імені Богдана Хмельницького за спеціальністю 13.00.07 — теорія і методика виховання, здійснюється керівництво 3 аспірантами (А. М. Сеник, О. В. Федоренко, Т. В. Подпльота) та 1 докторантом (Ю. І. Шевченко).
На даний час займає посаду проректора з наукової та інноваційної діяльності Федеральної державної бюджетної освітньої установи вищої освіти "Мелітопольський державний університет", є головою Спеціалізованої вченої ради з захисту докторських та кандидатських дисертацій з педагогічного фаху.
Під її науковим керівництвом захищено 7 кандидатських дисертацій, а саме: 
- у 2012 році О. В. Канарова захистила дисертаційну роботу «Ідеї духовно-морального виховання учнівської молоді у вітчизняній теорії і практиці (кінець XIX — початок XX століття)» зі спеціальності 13.00.01 − загальна педагогіка та історія педагогіки;

- у 2014 році І. О. Яковенко — «Проблеми християнської етики у педагогічній спадщині діячів Києво-Могилянської академії (XVIIXVIII століття)» зі спеціальності 13.00.01 − загальна педагогіка та історія педагогіки;

- у 2015 році Г. О. Єрмак — «Взаємодія навчальних закладів Православної церкви і громадськості у моральному вихованні учнівської молоді півдня України (кінець ХІХ століття — 1917 рік)» зі спеціальності 13.00.01 − загальна педагогіка та історія педагогіки]]; Ю. В. Шевченко — «Організаційно-педагогічні засади допрофільної підготовки учнів у вітчизняній педагогічній спадщині (кінець ХІХ–ХХ століття)» зі спеціальності 13.00.01 − загальна педагогіка та історія педагогіки; Д. В. Федоренко − «Виховання екологічної культури старшокласників у навчально-виховному процесі загальноосвітніх навчальних закладів» зі спеціальності 13.00.07 — теорія і методика виховання;

- у 2016 році А. Л. Ускова − «Формування в учнів основної школи цінності піклування про іншу людину в позакласній виховній роботі» зі спеціальності 13.00.07 — теорія і методика виховання; О. О. Постильна — «Формування моральних цінностей студентів педагогічних університетів засобами інформаційно–комунікаційних технологій» зі спеціальності 13.00.07 — теорія і методика виховання.

## Колабораціонізм
За повідомленням сил оборони Запоріжжя, колишня в.о. ректора Мелітопольського державного педагогічного університету імені Богдана Хмельницького Л.Ю. Москальова, у той час коли ректор МДПУ Солоненко А.М. скрутив з назви свого кабінету свій ПІБ, була змушена вести переговори з представниками російської влади, однак під час її виконання обов'язків ректора МДПУ не порушила чинного українського законодавства. У той час, коли майже вся адміністрація МДПУ залишила свої робочі місця, залишив студентів та викладачів без ніяких пояснень, вона виконувала свої обов'язки, а саме, керувала процесами волонтерської допомоги студентам, які залишились без харчів та грошей, не дала можливості розграбувати майно університету. Враховуючи це, конференція Академії наук вищої школи України ухвалила затвердити Рішення Президії Академії від 7 липня 2022 року про виключення Л.Ю. Москальової зі складу Академії та припинення її повноважень члена Президії Академії та академіка-секретаря наукового відділення педагогіки і психології.

## Досягнення
- У 2012 році нагороджена Почесним дипломом XV Ювілейної Міжнародної виставки навчальних закладів «Сучасна освіта в Україні — 2012» (м. Київ) за особистий творчий внесок в удосконалення змісту навчально-виховного процесу.

- У 2013 році отримала іменну стипендію Верховної Ради України для найталановитіших молодих учених.

- У 2015 році Москальова Людмила Юріївна була відзначена Подякою Вищої Лінгвістичної школи (м. Ченстохова, Польща) за проведення занять для польських соціальних педагогів.

- У 2016 році нагороджена Подякою Міністерства освіти і науки України, з цього ж року здійснює керівництво науково-дослідною роботою «Теоретико-методичний супровід діалогічної взаємодії релігійних ідентичностей у культурно-освітніх практиках народів Північного Приазов'я", на яку отримане фінансування у рамках конкурсу для молодих вчених (Наказ Міністерства України від 15.08.2016 р. № 973 «Про затвердження переліку проектів, що пройшли конкурсний відбір проєктів наукових робіт та науково-технічних (експериментальних) розробок молодих учених, які працюють (навчаються) у вищих навчальних закладах та наукових установах, що належать до сфери управління Міністерства, та формування тематичних планів у 2016 році»).

- За успіхи в професійній діяльності, сумлінне виконання службових обов'язків і плідну науково-дослідну діяльність Москальова Людмила Юріївна неодноразово заохочувалася грошовою премією ректорату університету.

- Представляється до нагородження нагрудним знаком Міністерства освіти і науки України «Відмінник освіти України».

## Державні та відомчі нагороди
- Почесна грамота Управління освіти і науки Запорізької облдержадміністрації (01.02.2010 р., 19.04.2010 р.),

- Подяка Запорізької обласної державної адміністрації (05.05.2014 р.),

- Почесна грамота Запорізької обласної ради (19.05.2015 р.),

- Подяка МОН України (06.04.2016 р.),

- Подяка Виконавчого комітету Мелітопольської міської ради (10.05.2016 р.)